# Palazzo Ravaschieri di Satriano
Palazzo Ravaschieri di Satriano je monumentalna palača na Rivieri di Chiaia broj 287, u Napulju, Italija.
Palaču je 1605. naručio princ Ravaschieri di Satriano i bila je jedna od prvih palača izgrađenih na obalama Chiaie. Godine 1675. to je bio dom potkralja Fernanda Fajarda i Álvareza de Toleda, koji je obnovio pročelje i dvorište. Ovdje su boravili mnogi poznati posjetitelji Napulja, uključujući Goethea 1787. godine, kao gost princeze Terese Ravaschieri, supruge princa Filippa Ravascheria Fieschija di Satriana i sestre Gaetana Filangierija. Ovi vlasnici naručili su arhitekta Ferdinanda Sanfelicea da izgradi stubište između izvorna dva kata. Imala je mnogo kasnijih vlasnika, a sada je podijeljena na stanove i poslovne prostore. Sredinom 19. stoljeća arhitekt Gaetano Genovese obnovio je glavne katove.